# Берёзовская волость (Елисаветградский уезд)
Березовская волость — административно-территориальная единица Елисаветградского уезда Херсонской губернии.
По состоянию на 1886 состояла из единственного поселения, единственного сельской общины. Население 1807 человек (894 мужского пола и 913 женского), 408 дворовых хозяйств.
|                        | Площадь, десятин | В том числе пахотной, дес. |
| ---------------------- | ---------------- | -------------------------- |
| Сельских общин         | 7195             | 4792                       |
| Частной собственности  | -                | -                          |
| Казённой собственности | 3184             | 670                        |
| Другой собственности   | 120              | 120                        |
| Всего                  | 10 497           | 5582                       |

Поселение волости:
- Берёзовское — село при реке Берёзовка в 80 верстах от уездного города, 1886 человек, 408 дворов, православная церковь, школа, 2 лавки, постоялый двор, базары по воскресеньям.